# Sticker
Sticker – wieś w Anglii, w Kornwalii. Leży 55 km na północny wschód od miasta Penzance i 357 km na zachód od Londynu.